# Дубай (эмират)

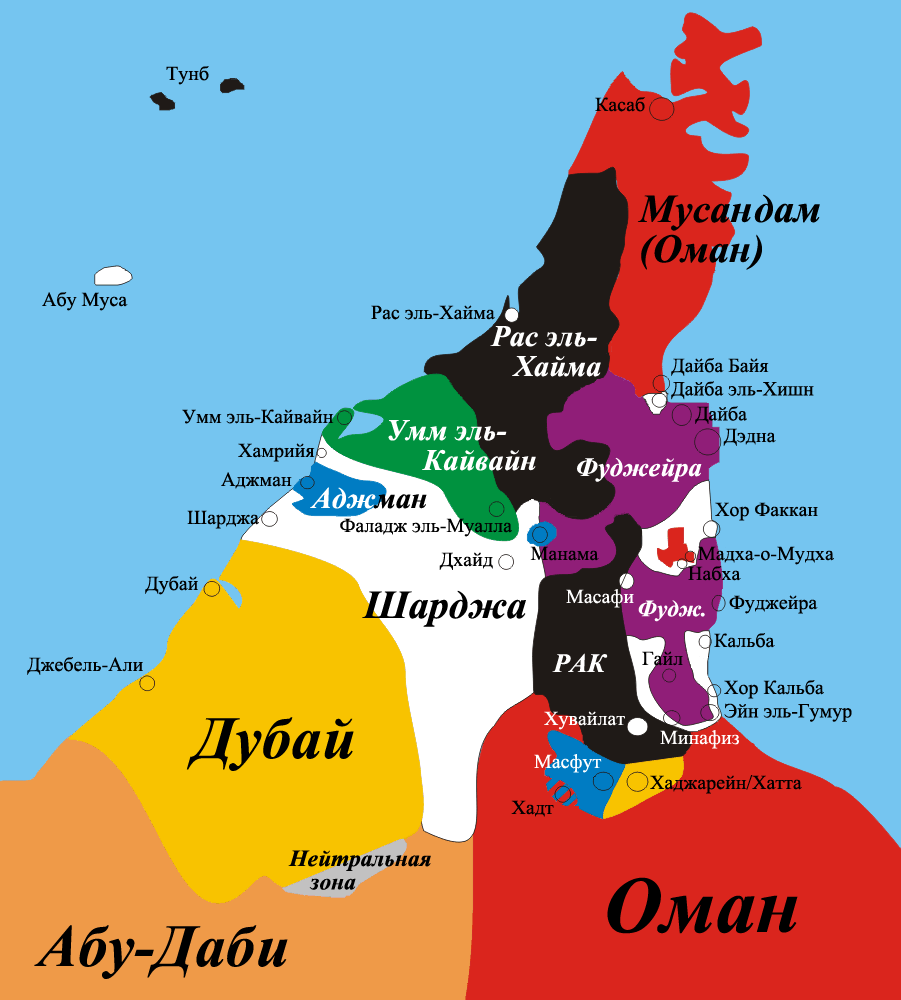
Эксклавы Омана и ОАЭ
Оман
Абу-Даби (ОАЭ)
Дубай (ОАЭ)
Шарджа (ОАЭ)
Аджман (ОАЭ)
Умм-эль-Кайвайн (ОАЭ)
Рас-эль-Хайма (ОАЭ)
Фуджейра (ОАЭ)

Дуба́й (араб. إمارة دبي‎) — эмират в ОАЭ. Расположен на Аравийском полуострове на юге Персидского залива. Среди семи эмиратов, входящих в состав страны, занимает первое место по численности населения (2 137 377 человек по состоянию на 17 апреля 2013 года) и второе после Абу-Даби по площади (4114 км²). Столица эмирата — одноимённый город Дубай. Только правители Дубая и Абу-Даби, столицы страны, имеют право наложить вето на решения по важнейшим вопросам государственной значимости в законодательстве страны.

## География
Дубай расположен на побережье Персидского залива примерно на уровне моря. На юге и юго-западе граничит с эмиратом Абу-Даби, на севере и востоке — с эмиратом Шарджа, на западе омывается Персидским заливом. Протяжённость побережья — 72 км. Небольшой эксклав Хатта граничит с эмиратами Аджман на западе и Рас-эль-Хайма на севере, с юго-восточной стороны регион окружен государством Оман.
Пролив Хор-Дубай делит город на две части. На одном берегу расположен район Бар-Дубай, на другом — район Дейра. Обе стороны соединяются в трех местах — мостами Эль-Мактум и Эль-Гархуд и известным туннелем Шиндога (прототипом Ла-Маншского туннеля), который проходит под устьем пролива.
| Показатель                                                                                         | Янв. | Фев. | Март | Апр. | Май  | Июнь | Июль | Авг. | Сен. | Окт. | Нояб. | Дек. | Год  |
| -------------------------------------------------------------------------------------------------- | ---- | ---- | ---- | ---- | ---- | ---- | ---- | ---- | ---- | ---- | ----- | ---- | ---- |
| Абсолютный максимум, °C                                                                            | 31,6 | 37,5 | 41,3 | 43,5 | 47,0 | 46,7 | 49,0 | 48,7 | 45,1 | 42,0 | 41,0  | 35,5 |      |
| Средний суточный максимум, °C                                                                      | 24,0 | 25,4 | 28,2 | 32,9 | 37,6 | 39,5 | 40,8 | 41,3 | 38,9 | 35,4 | 30,5  | 26,2 | 33,4 |
| Средняя температура, °C                                                                            | 19   | 20   | 22,5 | 26   | 30,5 | 33   | 34,5 | 35,5 | 32,5 | 29   | 24,5  | 21   | 27,5 |
| Средний суточный минимум, °C                                                                       | 14,3 | 15,4 | 17,6 | 20,8 | 24,6 | 27,2 | 29,9 | 30,2 | 27,5 | 23,9 | 19,9  | 16,3 | 22,3 |
| Абсолютный минимум, °C                                                                             | 6,1  | 6,9  | 9,0  | 13,4 | 15,1 | 18,2 | 20,4 | 23,1 | 16,5 | 15,0 | 11,8  | 8,2  |      |
| Норма осадков, мм                                                                                  | 18,8 | 25,0 | 22,1 | 7,2  | 0,4  | 0,0  | 0,8  | 0,0  | 0,0  | 1,1  | 2,7   | 16,2 |      |
| Источник: Dubai Meteorological Office, climatebase.ru (extremes, sun),, NOAA (humidity, 1974-1991) |      |      |      |      |      |      |      |      |      |      |       |      |      |

## История

### Древнее время и Средневековье
В 7 тысячелетии до нашей эры территория эмирата была покрыта мангровым болотом. Примерно пять с половиной тысяч лет назад в результате изменения береговой линии территория покрылась песком, в результате чего появилась ныне существующая береговая линия. Первое поселение в истории Дубая датируется третьим тысячелетием до нашей эры, когда территория была заселена кочевыми племенами. Археологи нашли лишь несколько таких поселений на территории эмирата. С III по VII век н. э. территория находилась под управлением Сасанидов, после чего контроль перешёл к Омейядам, принесшим с собой ислам. В течение тысяч лет здесь промышляли ловлей рыбы и добычей жемчуга.
Самое раннее письменное упоминание о Дубае датируется 1095 годом, когда это название было упомянуто в «Книге Географии» андалузского (арабского) географа Абу аль-Бакри. В VII веке небольшие шейхства, располагавшиеся вдоль южного побережья Персидского залива и северо-западного побережья Оманского залива вошли в состав Арабского халифата, распространившего среди местных жителей ислам. В этот период возникли города Дубай, Шарджа, Эль-Фуджайра. По мере ослабления Халифата шейхства получали всё большую автономию. В X-XI веках восточная часть Аравийского полуострова входила в состав государства карматов, а после его распада попала под влияние Омана. Уже в древних религиозных писаниях арабского мира Дубай упоминался как крупный торговый город. В конце XV века в регион проникли европейцы. Португалия сумела первой из западных держав закрепиться на полуострове, установив контроль над Бахрейном и Джульфаром, а также над Ормузским проливом.

### Британский протекторат
Первое упоминание о городском поселении относится к 1799 году. Город был основан кланом Бани-Яс и сразу же переведён в подчинение Абу-Даби. В 1833 году Дубай стал независимым эмиратом в результате мирного перехода власти к династии Аль Мактум клана Бани-Яс (родом из Абу-Даби). С XVIII века население прибрежных арабских эмиратов, занимавшееся главным образом торговлей, было втянуто в борьбу с Великобританией, корабли которой монополизировали грузоперевозки между портами Персидского залива и лишили жителей главного источника существования.
Индская компания постоянно направляла в Персидский залив военные экспедиции и в 1820 году вынудила эмиров и шейхов семи арабских эмиратов подписать «Генеральный договор», положивший начало английскому господству на этой территории и окончательному расчленению Омана на три части — имамат Оман, султанат Маскат и «Пиратский берег». С 1853 года все эмираты обобщённо назывались «Оман Договорный».
На территории эмиратов были созданы английские военные базы. Политическую власть осуществлял английский политический агент. Тем не менее, установление английского протектората не привело к разрушению традиционной для региона патриархальной системы. Местные жители продолжали держаться древних традиций. Они не могли оказать серьёзного сопротивления колонизаторам, в силу своей малочисленности и постоянных междоусобиц между различными племенами.
Доминирующим племенем на этих территориях являлось и является племя Бани-яз, которое изначально населяло плодородные оазисы Лива и Эль-Айн. В 1833 года одно из колен Бани-Яс — род Мактумов — мигрировало из оазисов Саудовской Аравии и обосновалось в Дубае, провозгласив независимость города. Так была основана династия Аль-Мактум, которая правит эмиратом Дубай по сей день. Название эмирата Дубай переводится с арабского как «саранча, вылупившаяся из личинки». Его стратегическое и географическое положения сделали город важным центром торговли, и к началу XX века, Дубай уже был важным региональным портом.

### XX век
В начале 1920-х годов в Эмиратах развернулась борьба за независимость. В это же время произошло переломное событие в истории Эмиратов и всего Ближнего востока — в Персидском заливе были открыты месторождения нефти.
В 1922 году англичане установили контроль за правом шейхов предоставлять концессии на разведку и добычу нефти. Однако в Договорном Омане нефтедобыча не велась и основной доход эмиратам приносила торговля жемчугом. С началом добычи нефти в 1950-х в регион начался приток иностранных инвестиций, доходы от торговли нефтью позволили существенно поднять уровень жизни местного населения. Но Эмираты оставались под британским протекторатом, против которого в 1964 году выступила Лига арабских государств, декларировавшая право арабских народов на полную независимость. В 1968 году, после обнародования решения правительства Великобритании о намерении вывести до конца 1971 года британские войска из районов, расположенных восточнее Суэцкого канала, в том числе из государств Персидского залива, эмиры подписали соглашение об образовании Федерации арабских Эмиратов Персидского залива. 18 февраля 1968 года шейх Дубая Рашид ибн Саид встречался в специально разбитом в пустыне палаточном лагере с эмиром Абу-Даби шейхом Зайедом ибн Султаном ан-Нахайяном, где они пришли к принципиальной договорённости о создании федерации Абу-Даби и Дубая («Union Accord»). Во дворце шейха, в Дубае, 2 декабря 1971 года встретились эмиры Абу-Даби, Дубая, Шарджи, Аджмана, Фуджайры и наследный принц Умм-эль-Кайвайна для подписания временной конституции ОАЭ. Дубай стал вторым эмиратом страны, получившим независимость.

## Экономика
Географическое положение эмирата, порты которого располагаются на пересечении морских путей из Индии и стран Юго-Восточной Азии в Европу и Африку, положительно влияло на экономику региона. В Дубае останавливалось большое количество коммерсантов из Индии, многие из которых в дальнейшем обосновались на постоянное место жительства. Из-за упадка в отрасли экспорта жемчуга, на котором эмират специализировался до 1930-х годов, началась массовая миграция населения к другим частям Персидского залива. 

Шейх Саид (1912—1958), вынужденный искать альтернативные источники дохода, принял решение превратить Дубай в один из ведущих центров реэкспорта в мире. Желая привлечь иностранных торговцев, шейх значительно снизил налогообложение, переманив таким образом коммерсантов, в том числе и британских, из соседнего эмирата Шарджи, который был в то время главным торговым центром региона и в 1950-х годах, в связи с большой волной миграции британских предпринимателей из Шарджи, в Дубае провели электрификацию, наладили телефонную связь и построили международный аэропорт. Рано распознав огромный экономический потенциал Дубая, шейх способствовал процветанию эмирата и его столицы.
Сын предыдущего шейха, Рашид ибн Саид аль-Мактум, построил первое современное шоссе в Дубае — Шейх-Зайед-Роуд, мост Аль-Мактум (1963), занимался организацией расчистки прибрежных вод эмирата для прокладки более удобного судоходного фарватера: глубоководная гавань Порт Рашид (1967—1972), вторая гавань в Джабаль-Али (крупнейшая в мире искусственная гавань). Также создал зону свободной торговли в Джебел-Али и основал Всемирный торговый центр в Дубае.
Значительный рост цен на нефть после боевых действий в районе Персидского заливе повлиял на экономическую политику эмирата Дубай, направленную на развитие свободной торговли и въездного туризма. Успех свободной зоны Джебель-Али дал повод для копирования этой модели, создания новых свободных зон, включая интернет-город Дубай, Город СМИ Дубай и квартал небоскрёбов Дубай Марина (Морской город) с цепью Jumeirah Lake Towers и одной из самых фешенебельных яхтенных пристаней в мире. Были построены одни из крупнейших в мире отелей: Бурдж-эль-Араб («Парус»), Джумейра-Бич-отель (в составе бизнес-центра «Мадинат Джумейра»), отель Башня Розы, небоскрёб Бурдж-Халифа (Башня Халифа) — самый высокий автономный отель в мире, также созданы новые жилые массивы и многочисленные торгово-развлекательные комплексы с большими площадями, привлекательные для туристов (Дубай-Молл, Эмирэйтс-молл, Марина-Молл), аквапарк Wild Wadi Water Park.
Строительство
История высотного строительства в Дубае началась с 39-этажного Дубайского Всемирного торгового центра, высота которого составляет 149 метров, построенного в 1979 году. По завершении строительства это здание было самым высоким на Ближнем Востоке. 
С 1999 года, и, особенно, после 2005 года, Дубай переживает настоящий высотный строительный бум. Все 38 небоскрёбов выше 220 метров были построены после 1999 года. По состоянию на июнь 2011 года в Дубае 38 построенных высотных здания выше 120 метров, а также 19 строящихся и запланированных к строительству. Строятся и предлагаются такие интересные проекты, как самое высокое жилое здание в мире — Пентоминиум и первый в мире вращающийся небоскрёб — Dynamic Tower.
С 2002 года в эмирате наблюдалось увеличение количества частных инвестиций в недвижимое имущество, за счёт инвесторов были осуществлены такие значительные проекты, как создание искусственных насыпных островов. В 2001—2008 гг. перед побережьем в районе Джумейры был создан первый искусственный остров Пальма Джумейра, из группы Пальмовых островов. После этого появился новый проект — Острова «Мир» — искусственный архипелаг, состоящий из нескольких островов, общей формой напоминающий континенты Земли, находится в 4 километрах от береговой линии эмирата. Острова созданы, главным образом, из песка мелких прибрежных вод эмирата Дубай и, наряду с Пальмовыми островами, являются ещё одним искусственным архипелагом в окрестностях административного центра эмирата Дубай. Идея создания такого архипелага принадлежит кронпринцу эмирата и Министру обороны ОАЭ, шейху Мохаммеду бен Рашид аль-Мактуму. 

В планах — увеличение архипелага путём создания новых островов по проекту The Universe («Вселенная»).
Построено метро; 
в 2014 году будет введена в эксплуатацию трамвайная линия. 
Однако, здоровый экономический рост в последние годы сопровождался повышением уровня инфляции (в 11,2 % по данным на 2007 год), который был вызван частично близким удвоением коммерческих и жилых рентных затрат, приводящих к существенному увеличению прожиточного минимума для жителей.
В 2008 году на крупнейшей в мире ярмарке по строительству и земельному планированию в Дубае был представлен новый проект по созданию Садов Джумейры (Jumeirah Garden City), который предусматривает строительство новых городских кварталов в эмирате. Планируется снести все старые, малоэтажные строения, и на их месте проложить судоходный канал в направлении с запада на восток с выходом в море. На ныне малоиспользуемой территории в 12 км² будут построены современные здания для населения численностью в 50-60 тысяч человек.
Энергетика
Стратегия Дубая по развитию чистой энергии до 2050 года направлена на диверсификацию энергобаланса Дубая и перевод эмирата на экологически чистые источники энергии — на 75 % к 2050 году.

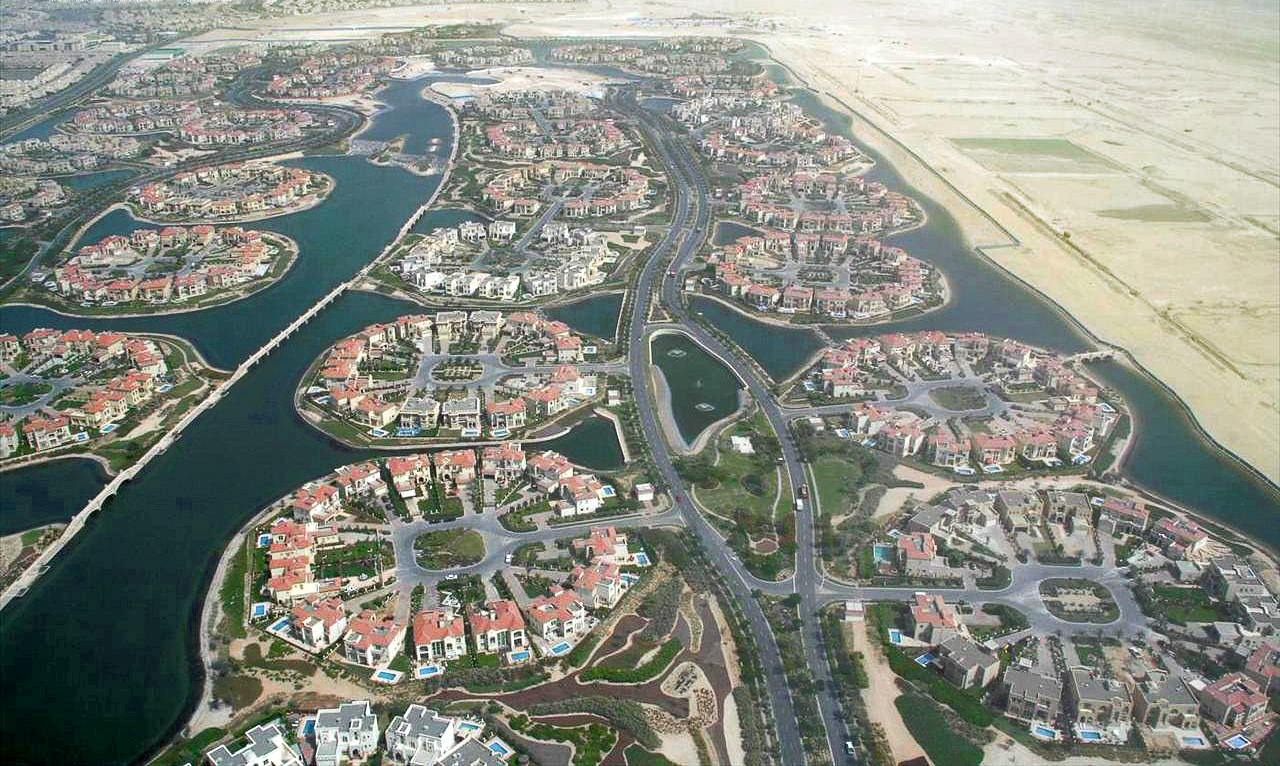
Острова Джумейра
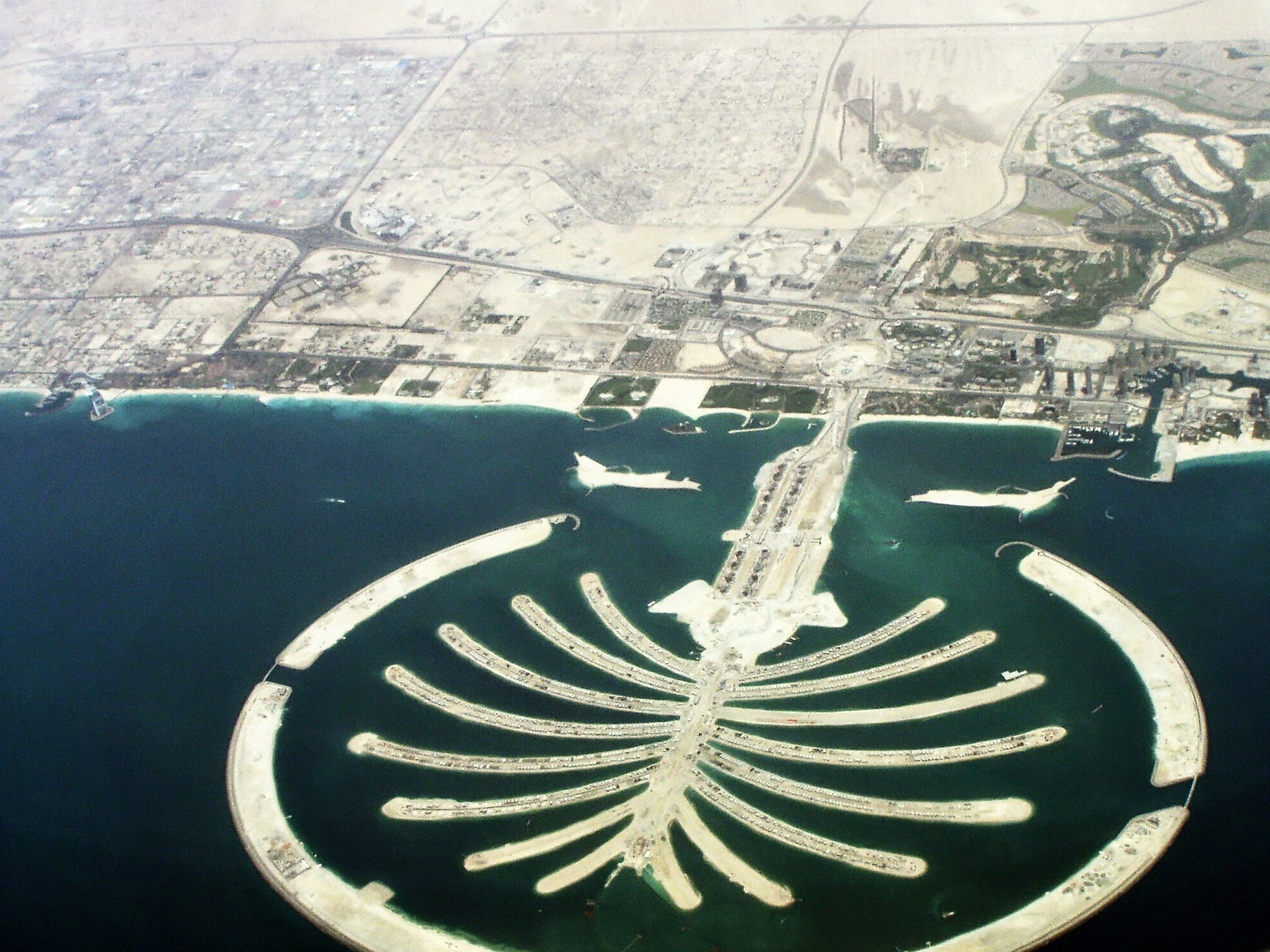
Пальм-Джумейра
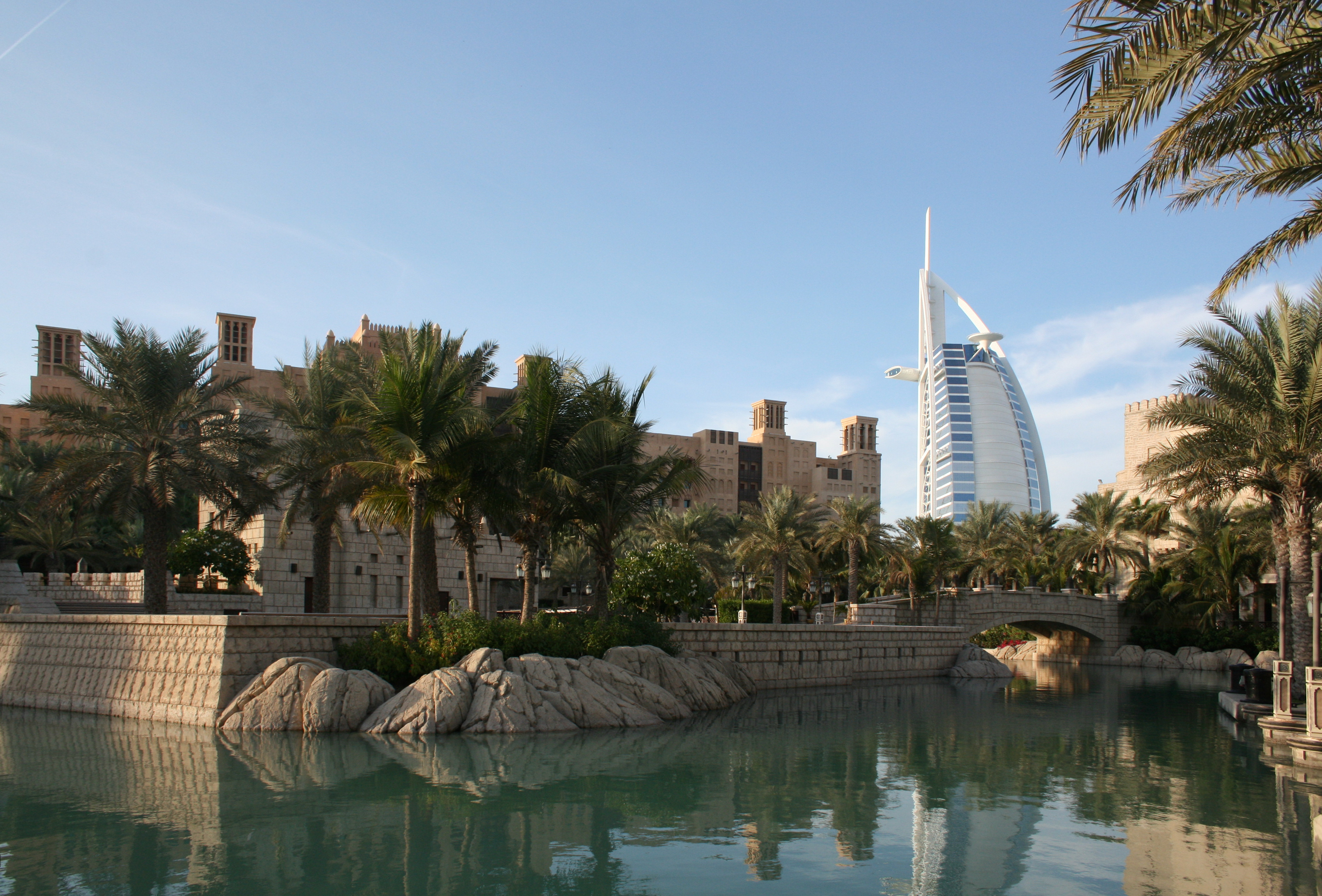
Мадинат Джумейра
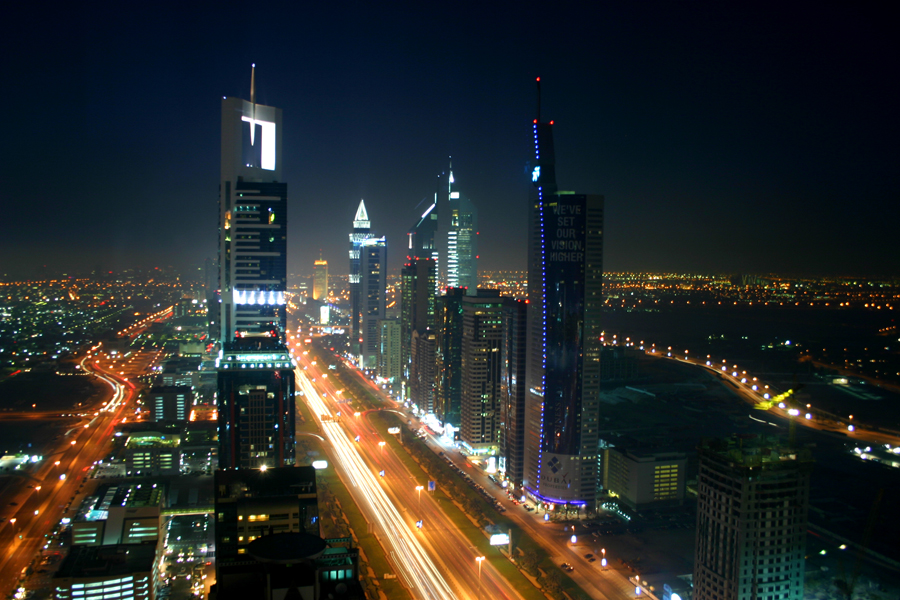
Шоссе Шейха Зайеда

На 2009 год долги эмирата и его госкомпаний составляют $80 млрд, что больше, чем ВВП эмирата. Из них $59 млрд приходится на государственную инвестиционную компанию Dubai World.
ВВП
ВВП — $100 млрд (2008 год).

### Компании
Крупнейшей компанией Дубая является государственная инвестиционная компания Объединённых Арабских Эмиратов Dubai World. Изначально областью интересов компании являлся портовый бизнес. Со временем произошла диверсификация инвестиций. Сейчас под контролем Dubai World находятся объекты энергетики, финансово-банковской сферы, развлекательного бизнеса.
В Дубае также зарегистрированы Borse Dubai (арабская холдинговая компания, владеющая двумя биржами: Дубайским финансовым рынком и Дубайской международной финансовой биржей) и Mecca Cola World Company (производитель безалкогольного газированного напитка Mecca-Cola).

### Порты
Залив Хор-Дубай с глубокой древности играл исключительную роль для Дубая и всего бассейна Индийского океана, поскольку являлся удобной и безопасной гаванью для лодок и деревянных судов, заходящих в порты Персидского залива, Африки и Индии.
Всего в Дубае расположено три крупных морских порта — Хамрия, Рашид и Джабаль-Али. Важнейший из них — Джебел-Али, один из лучших и самых больших портов во всем Персидском заливе. Порт, выстроенный в 1971—1979 гг., обладает 67 причалами и развитой системой автодорог. Джебел-Али является свободной экономической зоной, предоставляющей возможности беспошлинного импорта, стопроцентные права собственности на любое предприятие вне зависимости от подданства, дешёвую электроэнергию и развитую инфраструктуру.

### Нефтедобыча
Развитию Дубая значительно способствовали открытие месторождений и добыча нефти, роль нефтяного бизнеса в экономике Дубая всегда была невелика по сравнению с Абу-Даби.
На 2009 год доказанные запасы нефти составляют 4 млрд баррелей (в целом по ОАЭ — 97,6 млрд.). В Дубае добывается лишь 80 000 баррелей нефти в день — это $2,9 млрд доходов за год при цене барреля в 2008 г. около $100 (всего в ОАЭ — 2,27 млн барр.).

### Недвижимость
Благодаря притоку дешёвых нефтедолларов и связанных с этим дешёвых кредитов в 1990-х — 2000-х годах в Дубае бурно рос рынок недвижимости. В этот период было реализовано несколько масштабных проектов, например, насыпные Пальмовые острова, небоскрёб Бурдж-Халифа. Однако, во время кризиса 2009 года цены на недвижимость стали резко снижаться: с начала 2009 года по конец III квартала офисы подешевели на 58 %, жилье — на 43 %, а вакантные площади в недавно построенных офисах составляли 59 %. 
Формирует, регулирует и лицензирует деятельность, связанную с недвижимостью в Дубае учреждение Департамента земельных ресурсов Дубая — Real Estate Regulatory Authority (араб. مؤسسة التنظيم العقاري‎) — орган по регулированию сектора недвижимости Дубай).

### Туризм
Эмират Дубай является известным туристическим центром на Ближнем Востоке.
Некоторые достопримечательности Дубая:
- Небоскрёбы, в том числе Бурдж-Халифа, самый высокий небоскрёб в мире (c 2010 года)
- Океанариум в отеле «Атлантис»
- Аквапарк Wild Wadi Water Park
- Розовые фламинго
- Верблюжьи бега
- Скачки (соревнования по конному спорту)
- Музей соколиной охоты
- Теннисные турниры женский (WTA) и мужской (ATP)
- Автогонки